# Chaliniastis astrapaea
Chaliniastis astrapaea är en fjärilsart som beskrevs av Edward Meyrick 1904. Chaliniastis astrapaea ingår i släktet Chaliniastis och familjen stävmalar. Inga underarter finns listade i Catalogue of Life.